# Rouy-le-Grand
Rouy-le-Grand é uma comuna francesa na região administrativa de Altos da França, no departamento de Somme. Estende-se por uma área de 3,81 km². Em 2010 a comuna tinha 108 habitantes (densidade: 28,3 hab./km²).